# Kruholec
Kruholec (ukr. Круголець) – wieś na Ukrainie  w obwodzie tarnopolskim, w rejonie krzemienieckim.